# Microcosmo (Cern)

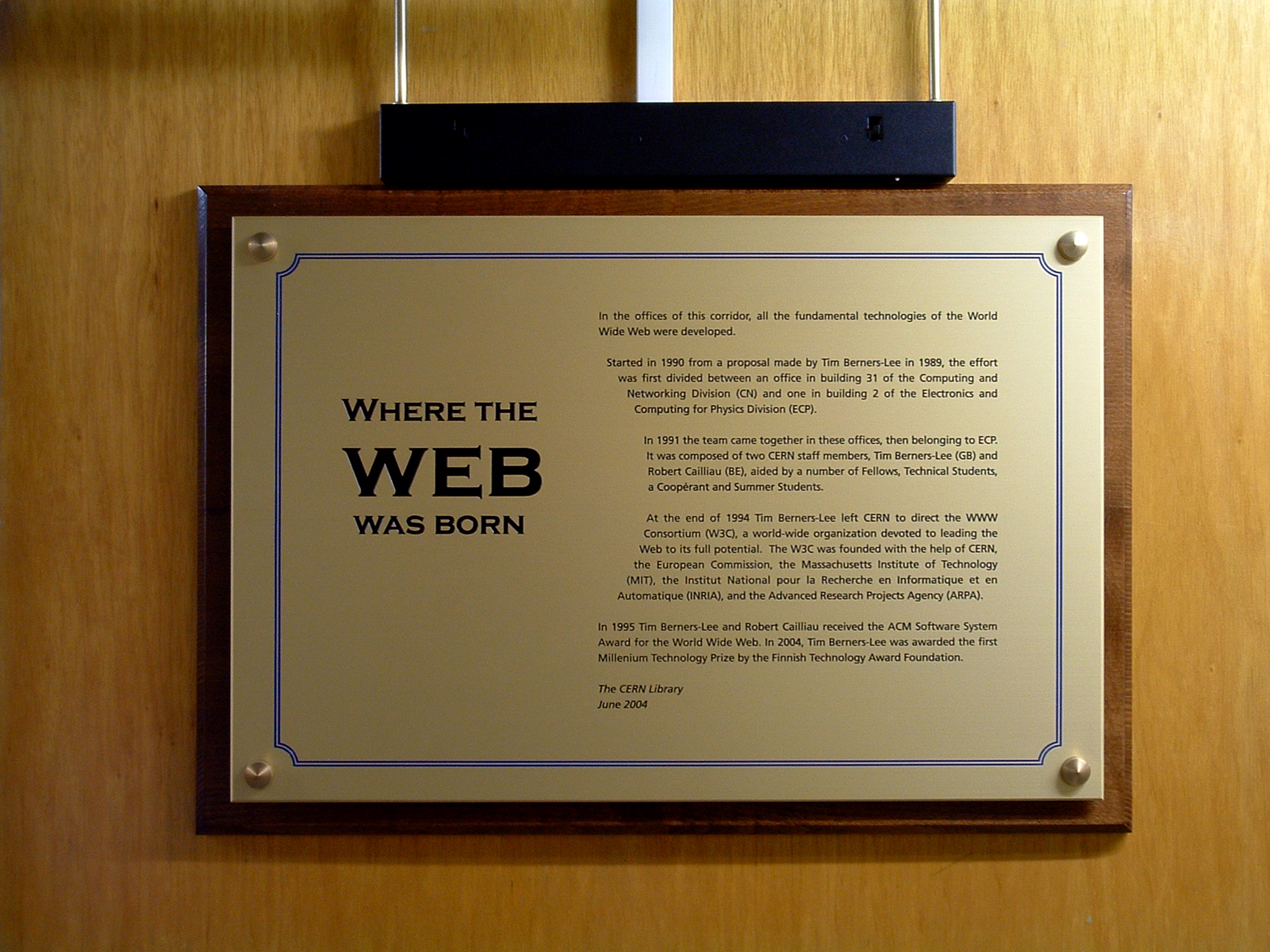
Placa alusiva à invenção da Web

Micromosmo é um grande local de exposições normalmente relacionadas com a física de partículas aberta ao público todos os dias no Organização Europeia para a Investigação Nuclear (CERN) às portas de Genebra na Suíça. Mesmo se renovado periodicamente e muitas vezes em função de períodos especiais da organização como para aniversários relacionado com pessoas ou datas importantes da organização ou de máquinas e/ou experiências, de uma maneira geral tem sempre uma parte dedicada à história do CERN.
Fundamentalmente com fins didácticos, o Microcosmo tenta mostrar o que se faz, como se faz e para que serve o que faz no CERN. Das inúmeras exposições temáticas pode salientar-se : 
- a dedicada à invenção da Web no CERN [1] com apresentação do primeiro servidor
  - o primeiro sítio web do mundo usado por Tim Berners-Lee em 1990 (http://info.cern.ch/)
  - vigésimo (20º) aniversário do nascimento da Web (2004)
- as múltiplas exigências para a realização de experiências que se encontram hoje no domínio público : écran táctil [2]
- aniversário dos 50 anos do Sincrotrão a Protões (PS) em 2009
- o que seria o futuro LHC e as suas quatro grandes experiência (vide: CERN#Aceleradores e experiências) e imensas necessidades informáticas como a Grelha de cálculo LHC (WLCG - Worldwide LHC Computing Grid)

## O globo

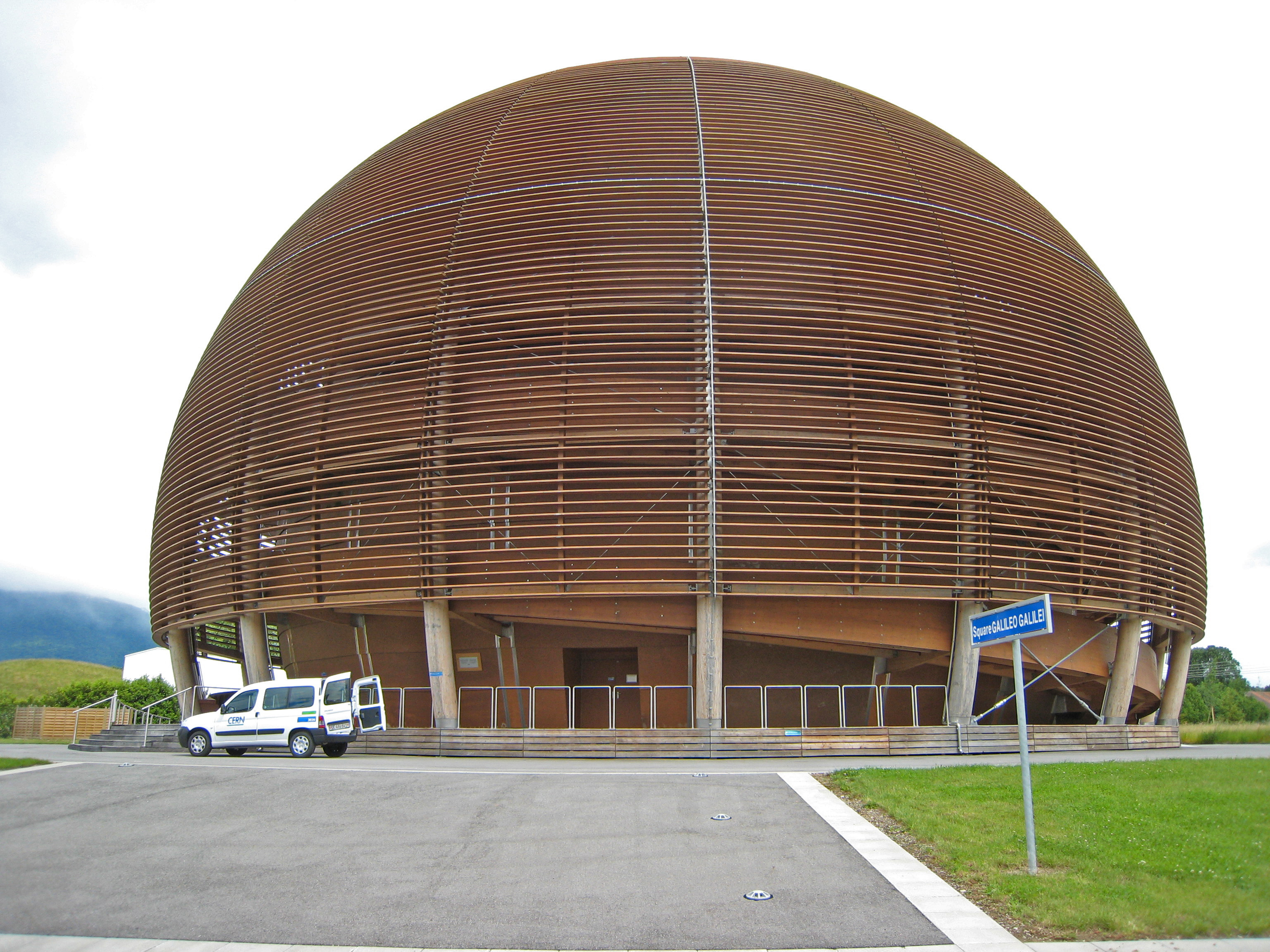
Globo da Ciência e da Inovação

O Globo da Ciência e da Inovação, uma esfera de madeira oferecida pelo governo Suíço depois da sua Exposição nacional, a Expo.02 em Neuchâtel, e que serve para as grandes reuniões de apresentação e de comunicação públicas.
É de uma certa maneira a outra metade do MICROCOSMO para apresentar grandes máquinas e a sua história ou ainda para exposições com objectivos específicos.

## Jardim do microcosmo
No exterior do museu, na Praça Van Hove, alguns dos aparelhos que ajudaram a fazer do CERN aquilo que ele é hoje.

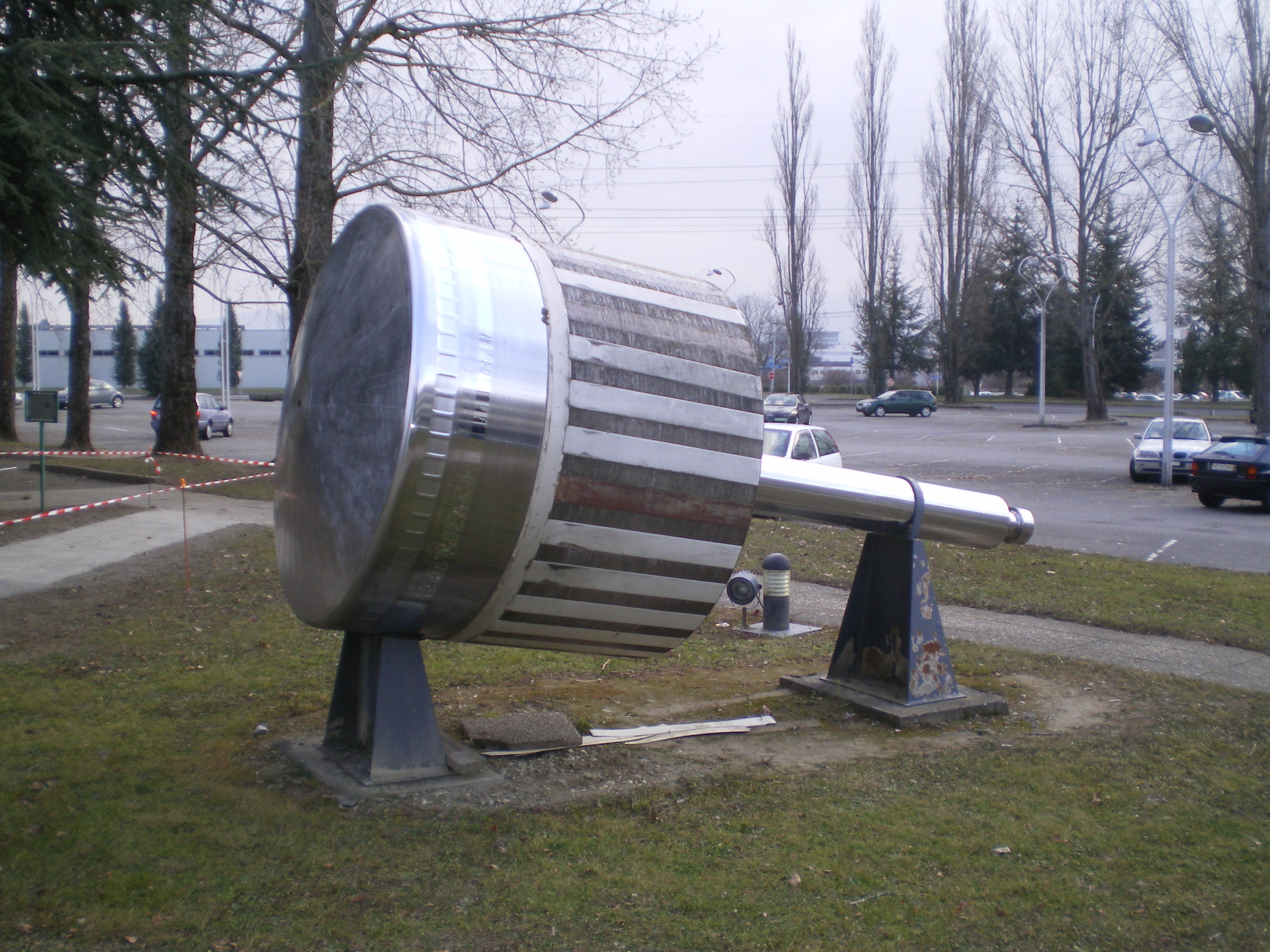
1) Um pistão
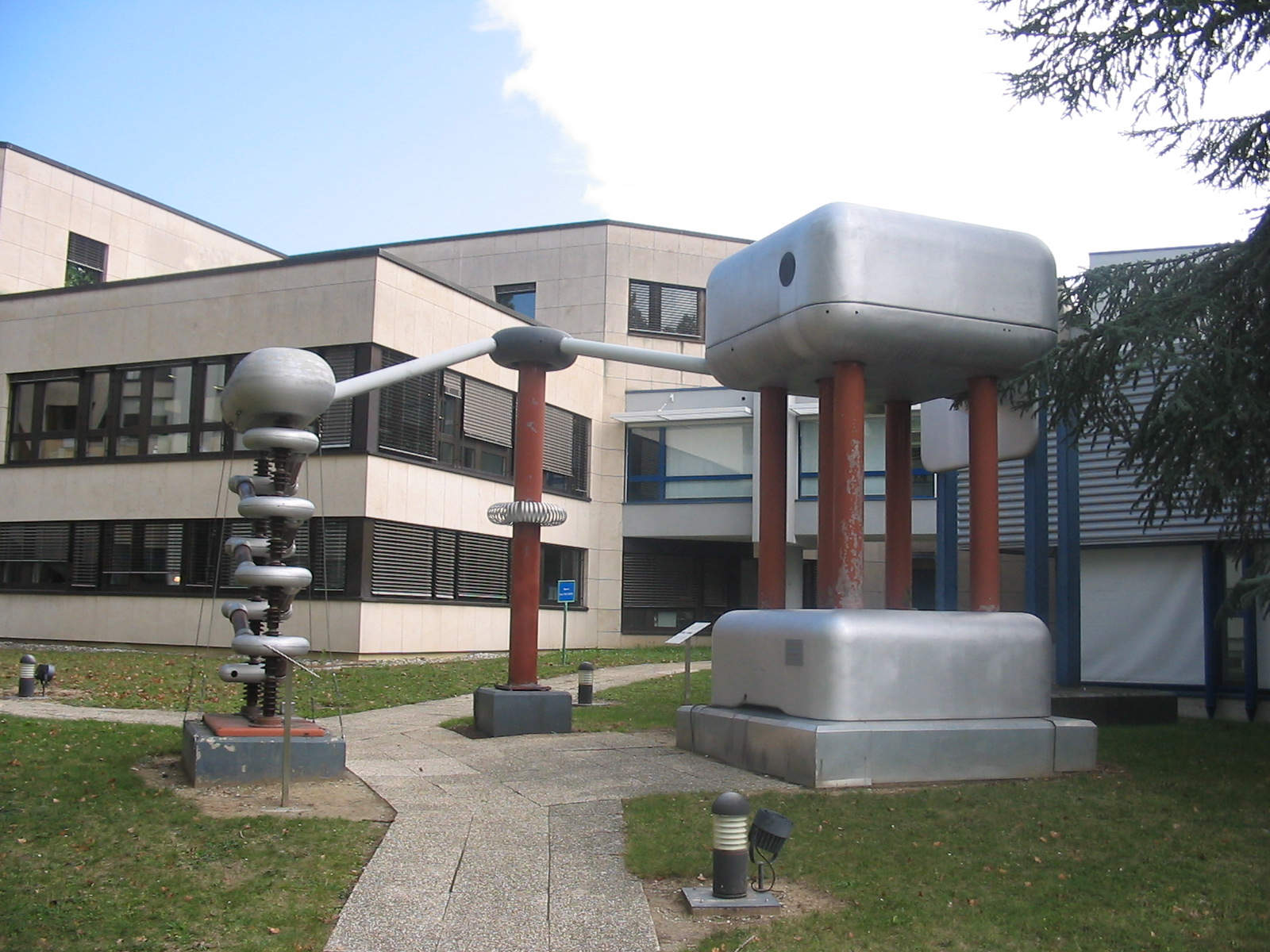
2) O princípio
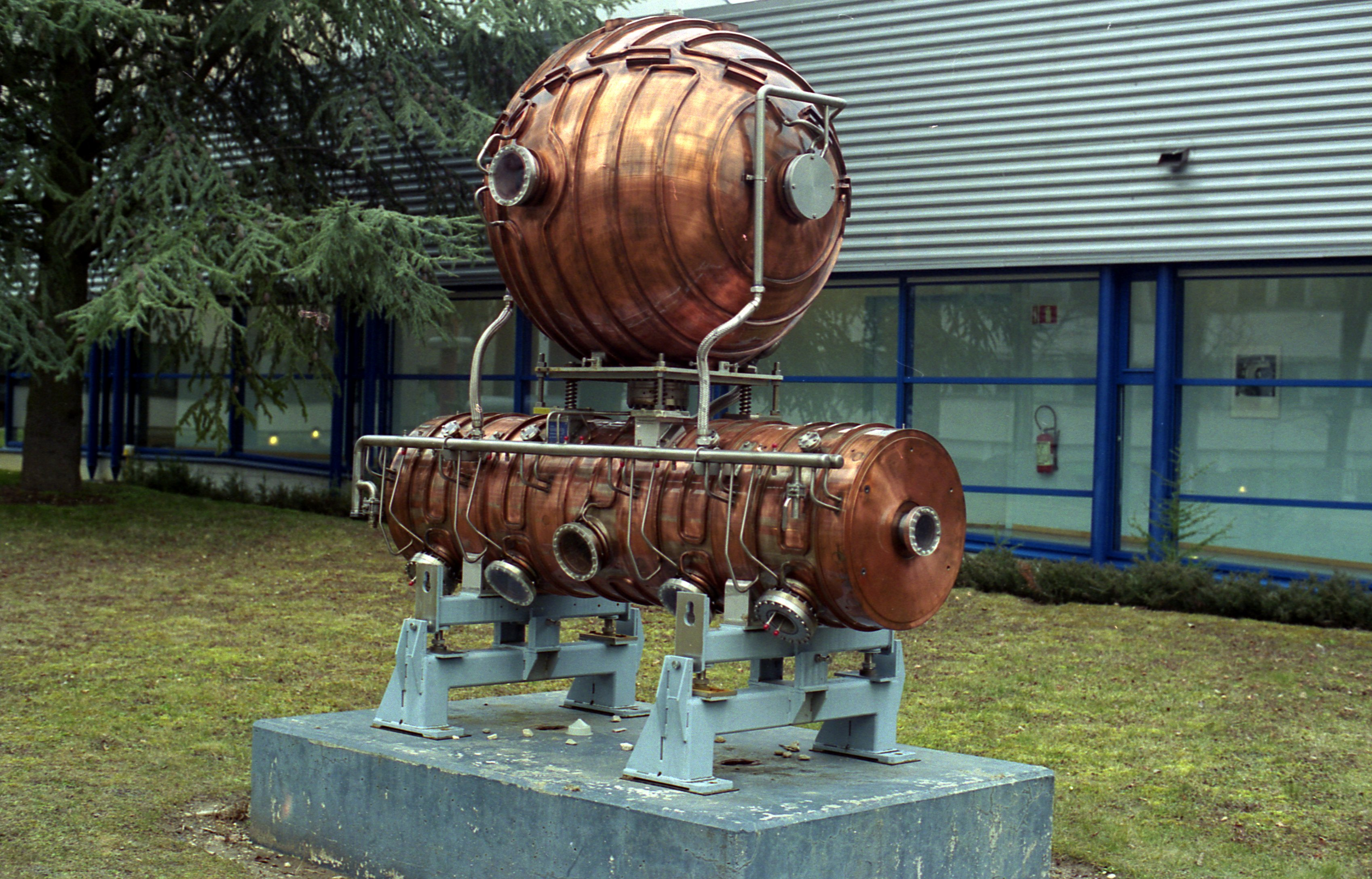
3) Para o LEP
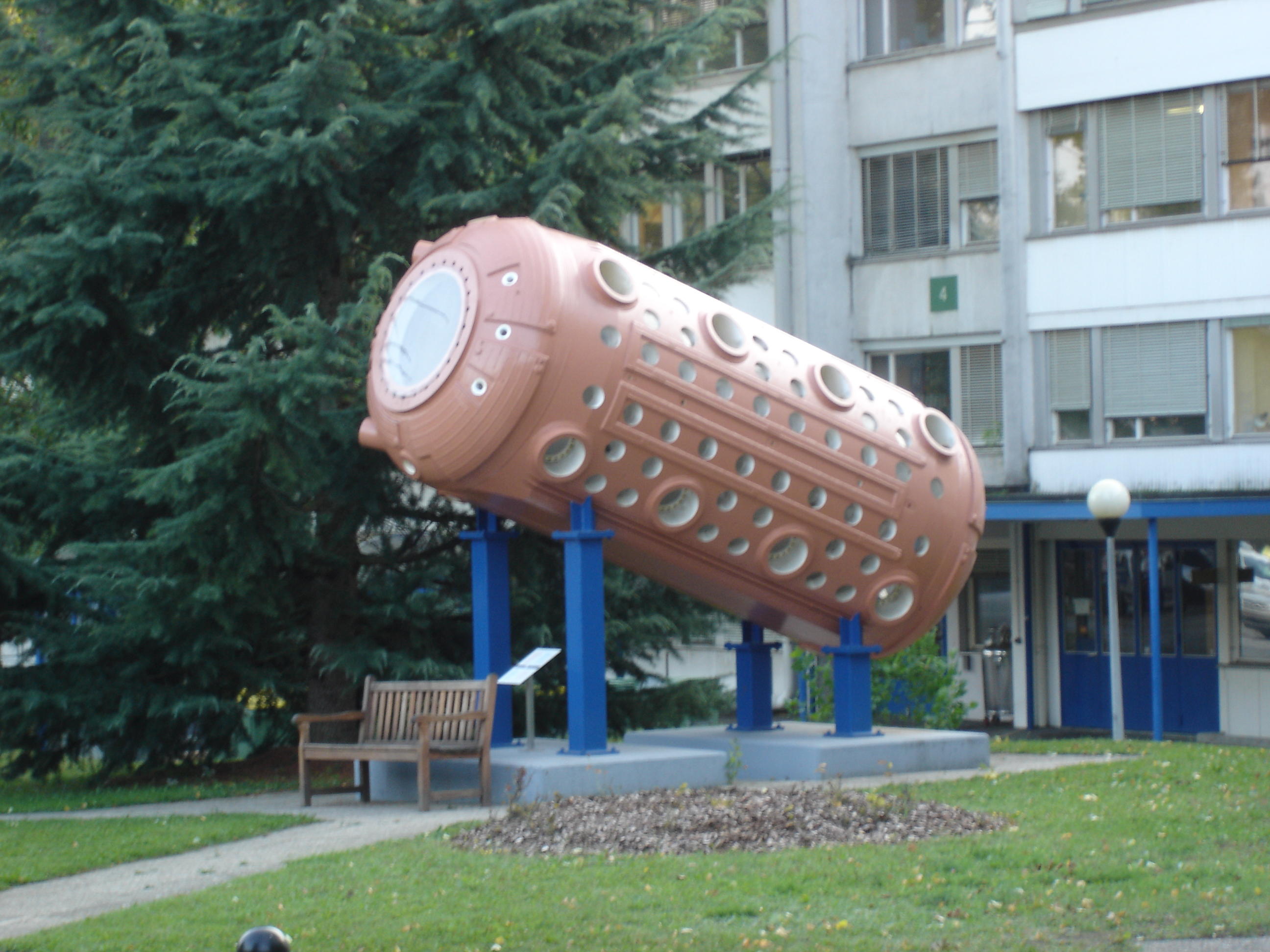
4) Gargamela

1. O pistão da BEBC
2. É preciso um começo a tudo. Primeiros aceleradores de partículas
3. Utilizado no LEP
4. O detector Gargamela onde se descobriu a força nuclear fraca